# Akismet
Akismet — сервіс фільтрації спаму в коментарях та формах зворотного зв'язку. Запуск відбувся 25 жовтня 2005 року. Станом на жовтень 2013 року «Akismet» повідомив, що перехоплено понад 100 мільярдів коментарів спаму. Станом на листопад 2021 року Akismet перехопив понад 500 мільярдів спам-коментарів і пінгів.

## Про сервіс
За словами, засновника Метт Малленвега, він вирішив створити Akismet, щоб його мати могла безпечно вести блог. Наприкінці 2005 року Малленвег запустив плагін Akismet для WordPress. Сервіс працює аналізуючи інформацію зібрану сайтами учасниками, і на основі аналізу створює правила для визначення спаму. Akismet — це сервіс від компанії «Automattic», яка, водночас, є власником сайту Wordpress.com.